# Sân bay quốc tế Abakan
Sân bay quốc tế Abakan (tiếng Nga: Международный Аэропорт Абакан) (IATA: ABA, ICAO: UNAA) là một sân bay ở Abakan, Nga.

## Các hãng hàng không và các tuyến điểm

### Các hãng vận tải hành khách
- KrasAir (Krasnoyarsk, Norilsk)[1][2]
- Sibaviatrans (Norilsk)[1]
- Vladivostok Air (Ekaterinburg, Moscow-Vnukovo, Vladivostok)[1][2]

### Các hãng hàng hóa
- Airstars (Chelyabinsk-Balandino, Tế Nam, Thạch Gia Trang, Thiên Tân, Ulyanovsk)[3]
- Grizodubova Air Company (Chelyabinsk-Balandino, Thiên Tân)[3]
- Volga-Dnepr (Quảng Châu, Moscow-Domodedovo, Thượng Hải, Thiên Tân)[3]